# 刚毛新月蕨
刚毛新月蕨（学名：Pronephrium setosum）为金星蕨科新月蕨属下的一个种。